# ولگد
ولگد (به انگلیسی: Velgode) یک منطقهٔ مسکونی در هند است که در آندرا پرادش واقع شده‌است.